# Saint-Julien-d'Oddes
Saint-Julien-d'Oddes là một xã trong tỉnh Loire miền trung nước Pháp.